# Cas distributiu temporal
El cas distributiu temporal és un cas gramatical present en hongarès i en finès.

## Hongarès
En hongarès aquest cas es construeix mitjançant l'addició del sufix -ta i expressa la freqüència amb la qual succeeix quelcom.
(ex. havonta "mensualment", naponta "diàriament").

## Finès
En finès aquest cas és un tipus d'adverbi que expressa quelcom que succeeix periòdicament (ex sunnuntaisin "cada diumenge"), o un origen (ex syntyisin "nascut a"). Es redueix a un petit nombre de lexemes i noms, principalment a aquells el plural dels quals es construeix amb el sufix -i-. La terminació emprada per a aquest cas és -sin. Per exemple, l'arrel päivä (dia), té el plural päivi-; llavors, es pot construir el distributiu päivisin ("durant els dies").
El distributiu temporal especifica quan es produeix l'acció, en contrast amb el cas distributiu, que especifica cada quant es fa l'acció.
- Siivoan päivisin
  - Distributiu temporal: Netejo durant el dia
- Siivoan päivittäin
  - Distributiu: Netejo cada dia.

Si el plural té una forma diferent de -i-, es pot fer servir joka (cada) or el cas essiu. Per exemple uusi vuosi (Any nou) es pot dir tant joka uusi vuosi com uusina vuosina.